# Préaux-du-Perche
Préaux-du-Perche är en kommun i departementet Orne i regionen Normandie i nordvästra Frankrike. Kommunen ligger i kantonen Nocé som tillhör arrondissementet Mortagne-au-Perche. År 2018 hade Préaux-du-Perche 487 invånare.

## Befolkningsutveckling
Antalet invånare i kommunen Préaux-du-Perche
| Referens: INSEE |